# Zhang Jiewen
Zhang Jiewen (张洁雯S, Zhāng JiéwénP; 4 gennaio 1981) è una giocatrice di badminton cinese.
Ha vinto la medaglia d'oro olimpica nel badminton alle Olimpiadi 2004 svoltesi ad Atene, in particolare nel doppio femminile.
Ha partecipato anche alle Olimpiadi 2008 a Pechino.